# Craseonycteris thonglongyai
El murciélago nariz de cerdo de Kitti o murciélago moscardón (Craseonycteris thonglongyai) es una especie amenazada de murciélago originaria del oeste de Tailandia y el sureste de Birmania, donde vive en cuevas de cal, cerca de ríos. Es el único miembro de la familia Craseonycteridae.
Mide entre 29 y 33 milímetros de largo, y su masa es de unos 2 gramos. Es la especie más pequeña de murciélago, y puede también serlo dentro de todos los mamíferos, dependiendo de como se defina el tamaño. Sus competidores más cercanos son las musarañas, sobre todo la especie Suncus etruscus, que es más liviana (1,2 a 2,7 g), pero es más larga (36 a 53 mm cabeza y cuerpo).